# Lokvine
Lokvine su naseljeno mjesto u gradu Zenici, Federacija Bosne i Hercegovine, BiH.
Nalaze se kod ušća Janjačkog potoka u Kočevu.

## Stanovništvo

### 1991.
Nacionalni sastav stanovništva 1991. godine, bio je sljedeći:
ukupno: 940
- Muslimani - 844 (89,79%)
- Hrvati - 71 (7,55%)
- Srbi - 3 (0,31%)
- Jugoslaveni - 13 (1,38%)
- ostali, neopredijeljeni i nepoznato - 9 (0,95%)

### 2013.
Nacionalni sastav stanovništva 2013. godine, bio je sljedeći:
ukupno: 866
- Bošnjaci - 843 (97,34%)
- Hrvati - 17 (1,96%)
- ostali, neopredijeljeni i nepoznato - 6 (0,69%)